# Prix Roger-Needham
Le prix Roger Needham est un prix décerné à des scientifiques reconnus pour leurs contributions importantes à la recherche en informatique. La British Computer Society a créé ce prix annuel en l'honneur de Roger Needham en 2004. Le montant du prix est de 5 000 £ ; les candidats lauréats doivent être des chercheurs travaillant au Royaume-Uni ; le prix est décerné dans les dix ans qui suivant le doctorat du postulant. Le prix est financé par Microsoft Research. Le lauréat du prix est invité à donner une conférence publique, la Roger Needham Lecture.

## Lauréats
Depuis 2004, les lauréats et le titre de leur conférence sont  :
- 2004 Jane Hillston : Tuning Systems: From Composition to Performance
- 2005 Ian Horrocks : Ontologies and the Semantic Web
- 2006 Andrew Fitzgibbon : Computer Vision & the Geometry of Nature
- 2007 Mark Handley : Evolving the Internet: Challenges, Opportunities and Consequences
- 2008 Wenfei Fan : A Revival of Data Dependencies for Improving Data Quality
- 2009 Byron Cook : Proving that programs eventually do something good
- 2010 Joel Ouaknine (en) : Timing is Everything
- 2011 Maja Pantić : Machine Understanding of Human Behaviour
- 2012 Dino Distefano (it) : Memory Safety Proofs for the Masses
- 2013 Boris Motik (en) : Theory and Practice: The Yin and Yang of Intelligent Information Systems
- 2014 Natasa Przulj (en)  : Mining Biological Networks
- 2015 Niloy Mitra (en) : Linking Form and Function, Computationally
- 2016 Sharon Goldwater : Language Learning in Humans and Machines: Making Connections to Make Progress
- 2017 Alastair F. Donaldson (en) : Many-Core Programming: How to Go Really Fast Without Crashing
- 2018 Alexandra Silva[2] : : Modelling and Verification using Automata Learning
- 2019 Cristian Cadar (en)[3]
- 2020 Jade Alglave[4]
- 2021, 2022 : Pas de prix[5].
- 2023 Ruth Misener[6].